# Soublecause
Soublecause é uma comuna francesa na região administrativa de Occitânia, no departamento dos Altos Pirenéus. Estende-se por uma área de 6,18 km². Em 2010 a comuna tinha 189 habitantes (densidade: 30,6 hab./km²).